# Kostas Flevarakis
Konstantinos „Kostas“ Flevarakis (* 24. Mai 1969 in Thessaloniki) ist ein griechischer Basketballtrainer.

## Laufbahn
Flevarakis schloss 1992 in Thessaloniki ein Sportstudium ab. Er arbeitete als Trainer im Jugendbereich von PAOK Thessaloniki, ab 1995 war er Assistenztrainer der PAOK-Profimannschaft und arbeitete als solcher unter den Cheftrainern Scott Skiles, Michel Gomez und Zvi Sherf. Im Dezember 1998 trennte sich PAOK von Sherf, Flevarakis wurde ins Cheftraineramt befördert und führte die Mannschaft zum Sieg im griechischen Pokalwettbewerb. Hernach rückte er wieder ins Amt des Assistenztrainers, nachdem PAOK Petar Skansi verpflichtet hatte. Nach Skansis Entlassung im Dezember 1999 wurde die Aufgabe erneut Flevarakis übergeben, er wurde mit der Mannschaft 2000 Zweiter der griechischen Meisterschaft. Im Februar 2001 kam es zwischen ihm und PAOK zur Trennung.
In der Saison 2002/03 war er als Trainer von Panellinios Athen tätig. 2004/05 betreute er den schwedischen Erstligisten Akropol BBK und übernahm 2005 das Amt des schwedischen Nationaltrainers, das er bis 2010 neben seinen Aufgaben auf Vereinsebene ausübte. Flevarakis’ Trainerstationen nach der Trennung von Akropol BBK waren: Keravnos Strovolou auf Zypern (2005/06), das er zum Gewinn des zyprischen Pokalwettbewerbs sowie ins Halbfinale der Meisterschaft führte, Makedonikos Kozani (Griechenland, ab Saisonbeginn 2006/07 bis Dezember 2006), Polpak Świecie (Polen, ab Dezember 2006 bis Saisonende 2006/07). Im Dezember 2007 wurde er erneut Trainer von PAOK Thessaloniki und blieb bis April 2008 im Amt. Ab der Saison 2008/09 war Flevarakis als Trainer bei AEK Athen beschäftigt, die Trennung erfolgte im Januar 2010. Von November 2010 bis zum Ende der Saison 2011/12 übte er ebenfalls in der höchsten Spielklasse Griechenlands das Traineramt bei Ilysiakos Athen aus.
Im Vorfeld des Spieljahres 2012/13 wurde der Grieche vom deutschen Bundesligisten New Yorker Phantoms Braunschweig verpflichtet. Flevarakis sollte bei den Niedersachsen, die im Sommer 2012 bei der Mannschaftszusammenstellung auf deutlich verringerte wirtschaftliche Mittel als zuvor zurückgreifen konnten, nach dem Willen der Sportlichen Leitung seine Fähigkeiten in der Förderung junger Spieler unter Beweis stellen. Der Grieche setzte im Spielaufbau auf den jungen Dennis Schröder, dessen Einsatzzeit sich unter Flevarakis im Vergleich zur Vorsaison mehr als verdreifachte und auf 25:16 Minuten je Begegnung anwuchs. Trotz Schröders guter Entwicklung geriet Flevarakis mit den Braunschweigern in Abstiegsgefahr und schaffte knapp den Klassenerhalt. Dem Griechen wurde vorgeworfen, sich taktisch nicht an die Gegebenheiten der Bundesliga angepasst zu haben und innerhalb der Mannschaft unbeliebt gewesen zu sein.
Flevarakis und Braunschweig trennten sich nach der Saison 2012/13 wieder. Von 2013 bis April 2015 war er Trainer von Aries Trikala in Griechenland, wechselte dann für einige Monate zu AZS Koszalin nach Polen, ehe er in der Saison 2015/16 erneut Aries Trikala betreute. Er war hernach ab 2017 wieder als Trainer tätig, führte in der Spielzeit 2017/18 den BK Astana zum Gewinn der kasachischen Meisterschaft, zum Pokalsieg und zum dritten Platz im asiatischen Vereinswettbewerb Champions Cup. 2018/19 war er bei Kolossos Rhodos tätig. Im August 2019 trat er eine abermalige Amtszeit bei PAOK Thessaloniki an, die rund zwei Monate später Ende Oktober 2019 wieder endete. Bis zu diesem Zeitpunkt hatte Flevarakis mit PAOK eines von fünf Ligaspielen und keines der drei Spiele in der Champions League gewonnen. Er wurde in Ungarn tätig und wurde Mitte November 2019 von Soproni Kosárlabda Club verpflichtet. Flevarakis arbeitete bis zum Ende der Saison 2020/21 in Sopron. Im November 2021 holte ihn Sopron als Trainer zurück.
Zur Spielzeit 2023/24 wechselte Flevarakis zu KB Ylli (Kosovo). Im Januar 2024 trennte man sich. Im Sommer 2024 wurde der Grieche Trainer des ungarischen Vereins Atomerőmű SE.